# Babuškinskaja (stanice metra v Moskvě)
Babuškinskaja (rusky Бабушкинская) je stanice moskevského metra.

## Charakter stanice
Babuškinskaja se nachází v severní částí Kalužsko-Rižské linky. Je to podzemní mělce založená (10 m pod povrchem) jednolodní stanice. Pojmenována byla po letci Michailovi Babuškinovi (1893–1938), který létal v polárních oblastech a získal titul Hrdina SSSR. Na obložení byl použit mramor (stěny za nástupištěm) a žula (podlaha); nad jedním výstupem je umístěna plastika vyobrazující právě lety M. Babuškina. Ze stanice vedou dva výstupy do podzemních vestibulů; jeden po eskalátoru a druhý po pevném schodišti. Moskevský dopravní podnik stanici zprovoznil k 30. září 1978.